# 凯特里
凯特里（Khetri），是印度拉贾斯坦邦金基农县的一个城镇。总人口17377（2001年）。

## 人口

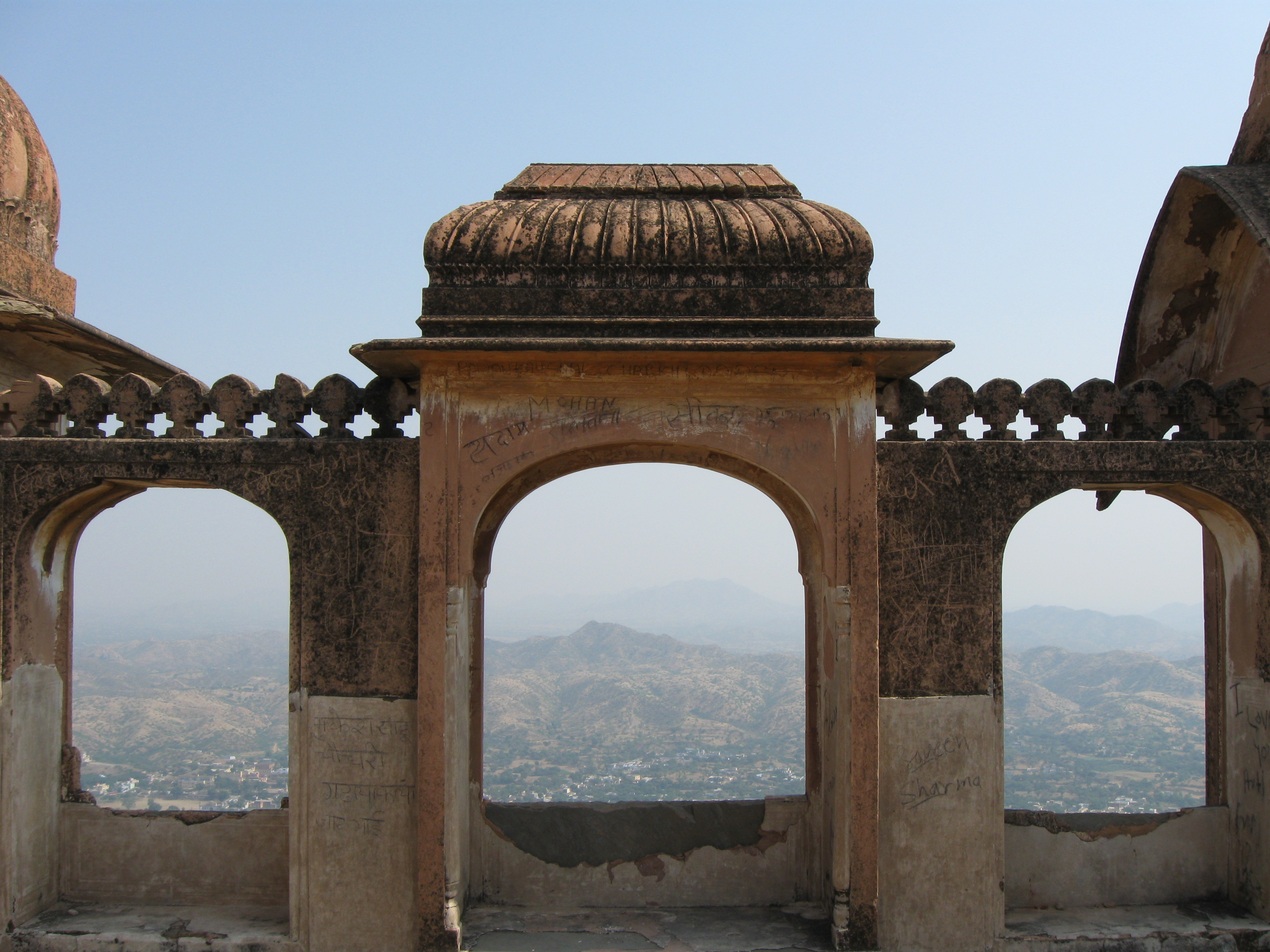
赫特里堡

该地2001年总人口17377人，其中男性9081人，女性8296人；0—6岁人口2687人，其中男1439人，女1248人；识字率66.73%，其中男性为76.96%，女性为55.52%。